# Budry

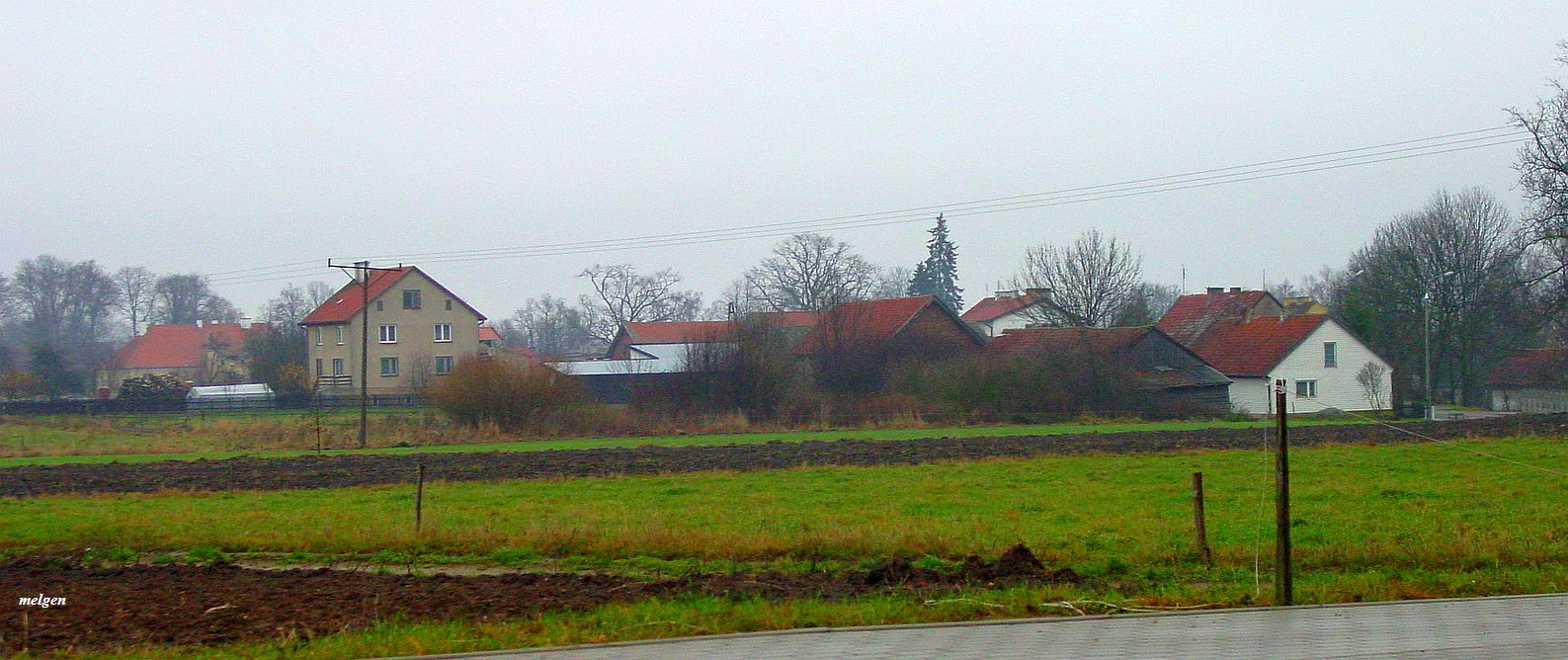
Blick auf Budry

Budry (deutsch Buddern) ist ein Dorf im Powiat Węgorzewski der Woiwodschaft Ermland-Masuren in Polen. Es ist Sitz der gleichnamigen Landgemeinde mit 2760 Einwohnern (Stand 31. Dezember 2020).

## Geographische Lage
Budry liegt im Nordosten der Woiwodschaft Ermland-Masuren, zehn Kilometer nordöstlich der Kreisstadt Węgorzewo (Angerburg). Bis 1945 war Buddern Bahnstation an der Bahnstrecke Angerburg–Goldap.

## Geschichte
Das einst Buddern genannte Kirchdorf mit Vorwerk und Bahnstation hieß vor 1562 Burdern und später Boddern. Im Jahr 1860 hatte das Dorf eine Größe von 3621 Morgen Acker und Wiesen und zählte 712 Einwohner. Wirtschaftlich hatten sich die Landwirte, Gewerbetreibenden und Handwerker in Buddern mit dem nahegelegenen Benkheim (polnisch Banie Mazurskie) zu messen, was eine erfolgreiche Entwicklung erschwerte.
Im Jahr 1873 wütete in Buddern die Cholera, die kaum eine Familie verschonte. Innerhalb weniger Wochen soll das Dorf die Hälfte seiner Einwohner verloren haben.
Am 6. Mai 1874 wurde Buddern Amtsdorf und damit namensgebend für einen Amtsbezirk, der bis 1945 bestand und zum Kreis Angerburg im Regierungsbezirk Gumbinnen der preußischen Provinz Ostpreußen gehörte.
Mit dem Bau der Bahnstrecke Angerburg–Goldap und einem Haltepunkt in Buddern im Jahre 1899 erhielt die Wirtschaft im Ort neuen Schwung.
889 Einwohner zählte Buddern am 1. Dezember 1910.
Im Kriegsgeschehen des Herbstes 1914 lag Buddern in einer Hauptkampflinie und wurde vollständig zerstört, nur wenige Häuser blieben stehen. Bis 1920 wurde das Dorf wieder aufgebaut.
Im Ort lebten im Jahr 1925 insgesamt 820 Einwohner. Ihre Zahl steigerte sich bis 1933 auf 848 und belief sich 1939 auf 896.
Im Kriegsgeschehen des Zweiten Weltkriegs blieb den inzwischen 917 Einwohnern keine andere Wahl, als am 25. Oktober 1944 vor der hereinbrechenden Roten Armee zu fliehen. Sie kamen zunächst nur bis Guttstadt (polnisch Dobre Miasto).
In Kriegsfolge kam Buddern 1945 mit dem gesamten südlichen Ostpreußen zu Polen und heißt seitdem Budry. Heute zählt der Ort mehr als 400 Einwohner und ist Verwaltungssitz der gleichnamigen Landgemeinde. Sie gehört zum Powiat Węgorzewski, vor 1998 war sie der Woiwodschaft Suwałki, seither der Woiwodschaft Ermland-Masuren zugehörig.

### Amtsbezirk Buddern (1874–1945)
Der Amtsbezirk Buddern bestand bei seiner Errichtung 1874 aus vier Landgemeinden bzw. Gutsbezirken, im Jahre 1945 waren es nur noch zwei:
| Ortsname       | Polnischer Name    | Bemerkungen                                    |
| -------------- | ------------------ | ---------------------------------------------- |
| Buddern        | Budry              |                                                |
| Gronden (Dorf) | Grądy Węgorzewskie |                                                |
| Gronden (Gut)  |                    | 1928 in die Landgemeinde Gronden eingegliedert |
| Grondischken   | Grądyszki          | 1928 in die Landgemeinde Gronden eingegliedert |

Im Januar 1945 wurde der Amtsbezirk nur noch aus den Gemeinden Buddern und Gronden gebildet.

### Sołectwo Budry
Heute ist das Dorf Budry Sitz eines Schulzenamtes (polnisch Sołectwo) im Verbund der Gemeinde Budry. Zu ihm gehören die drei Orte:
- Bogumiły (Amalienhof)
- Budry (Buddern)
- Dowiaty (Dowiaten).

## Religion

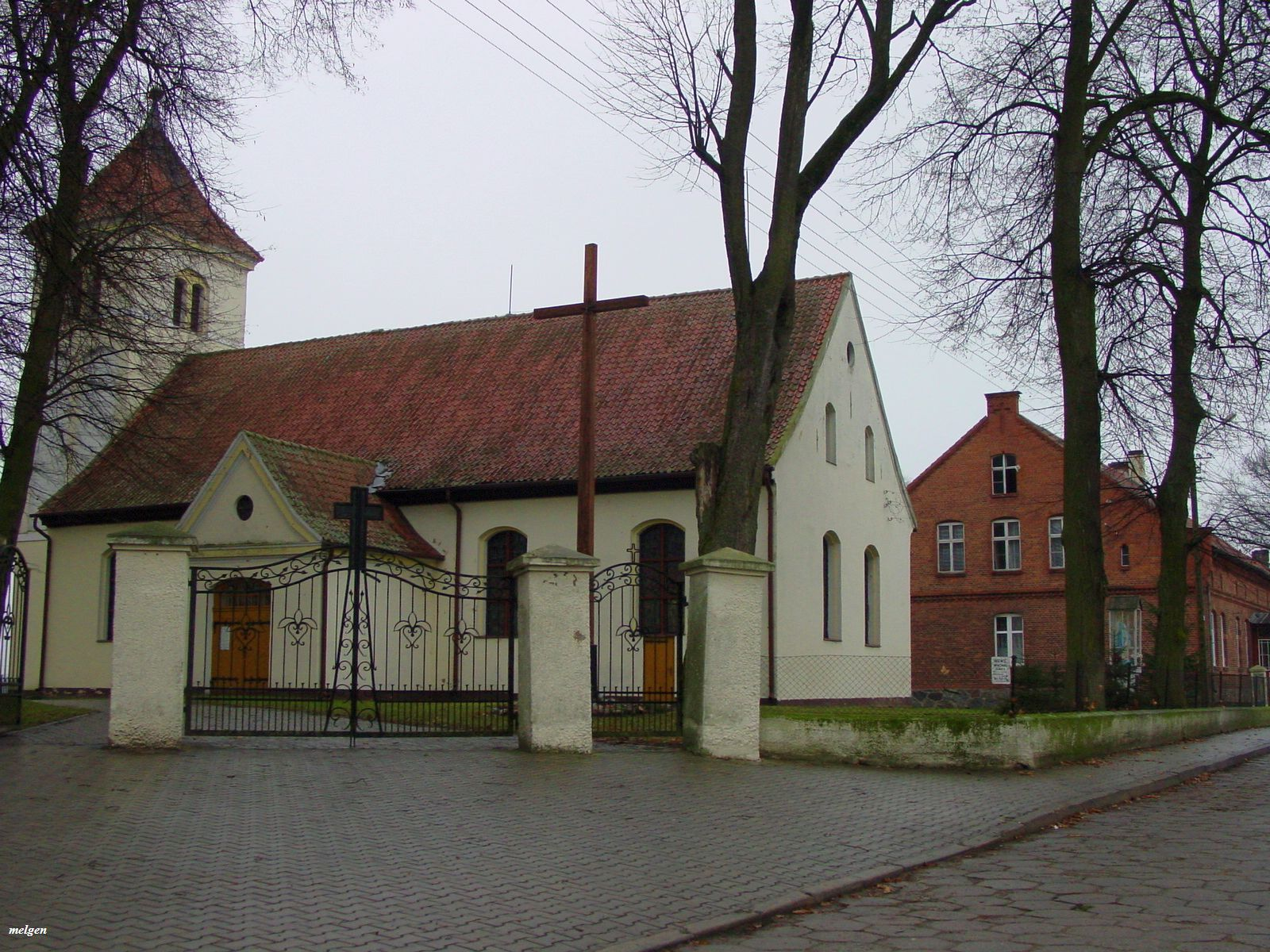
Die Kirche in Budry

### Kirchengebäude
Buddern wurde erst im Jahr 1739 Kirchdorf. Aus diesem Jahr stammt der Bau aus verputzten Feldsteinen, an den 1882 ein massiver Kirchturm in Ersatz eines Holzturms für die Glocken angebaut wurde. Der flachgedeckte Innenraum hatte ursprünglich zwei Seitenemporen sowie einen Altar und eine Kanzel aus einfachem Schnitzwerk.
Das ursprünglich evangelische Gotteshaus gehört heute als Dreifaltigkeitskirche der katholischen Kirche.

### Kirchengemeinde

#### Evangelisch
Vor 1945 war die Bevölkerung Buddern fast ausnahmslos evangelischer Konfession. Bis zur Gründung einer eigenen Kirche in Buddern besuchten die Einwohner die Kirche in Engelstein (polnisch Węgielsztyn). Bis 1945 war das Kirchspiel Buddern, das 1925 insgesamt 4450 Gemeindeglieder in nahezu 40 Orten und Wohnplätzen zählte, in den Kirchenkreis Angerburg in der Kirchenprovinz Ostpreußen der Evangelischen Kirche der Altpreußischen Union eingegliedert. Flucht und Vertreibung der einheimischen Bevölkerung ließen das kirchliche Leben um Erliegen kommen. Heute gehören die wenigen evangelischen Kirchenglieder zur Kirchengemeinde in Węgorzewo, einer Filialgemeinde der Pfarrei in Giżycko (Lötzen) in der Diözese Masuren der Evangelisch-Augsburgischen Kirche in Polen.

#### Katholisch
Vor 1945 waren die katholischen Einwohner Budderns der Pfarrkirche Zum Guten Hirten in Angerburg zugeordnet. Heute gehört die mehrheitlich katholische Bevölkerung Budrys zur Pfarrei in Budry, die Teil des Dekanats Węgorzewo im Bistum Ełk der Römisch-katholischen Kirche in Polen ist.

## Gemeinde
Zur Landgemeinde (gmina wiejska) Budry mit einer Fläche von 175 km² gehören das Dorf selbst und 15 weitere Dörfer mit Schulzenämtern (sołectwa).

## Verkehr

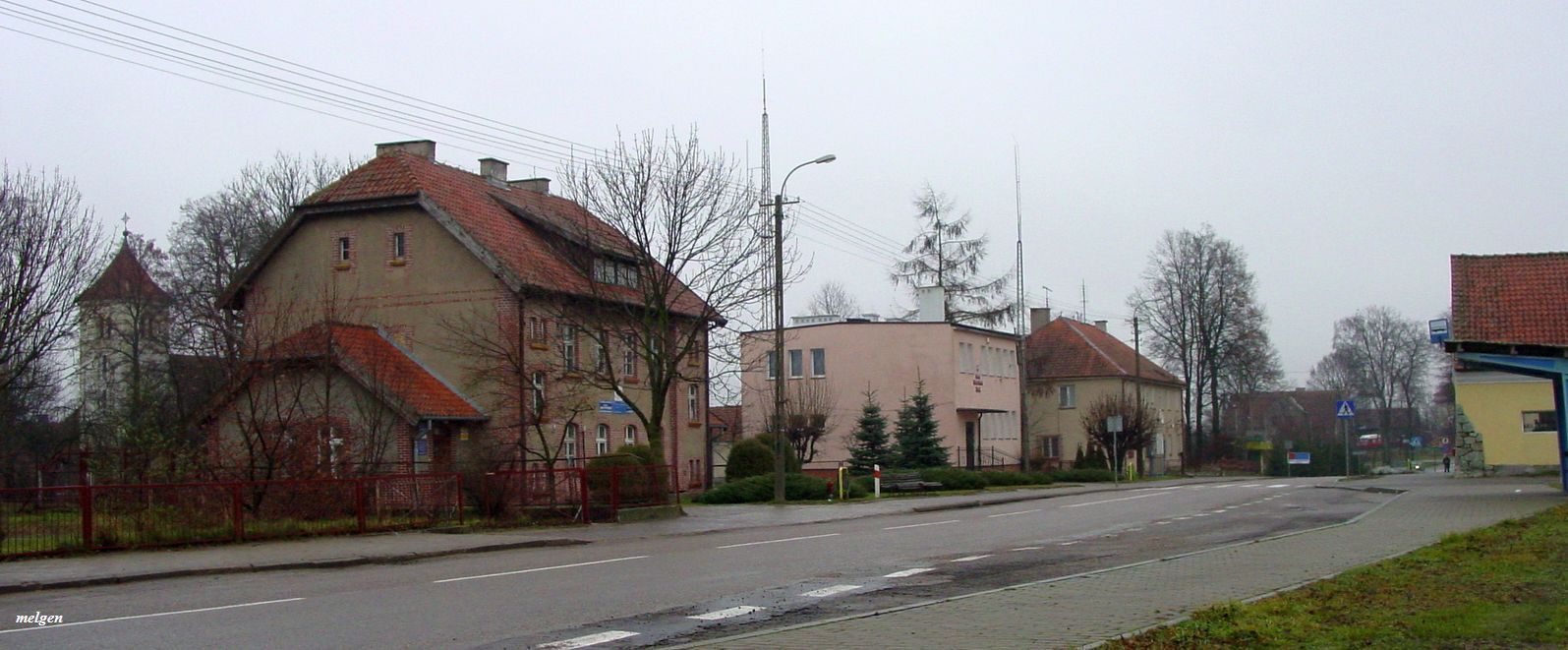
Die Ortsdurchfahrt Budry der Woiwodschaftsstraße DW650

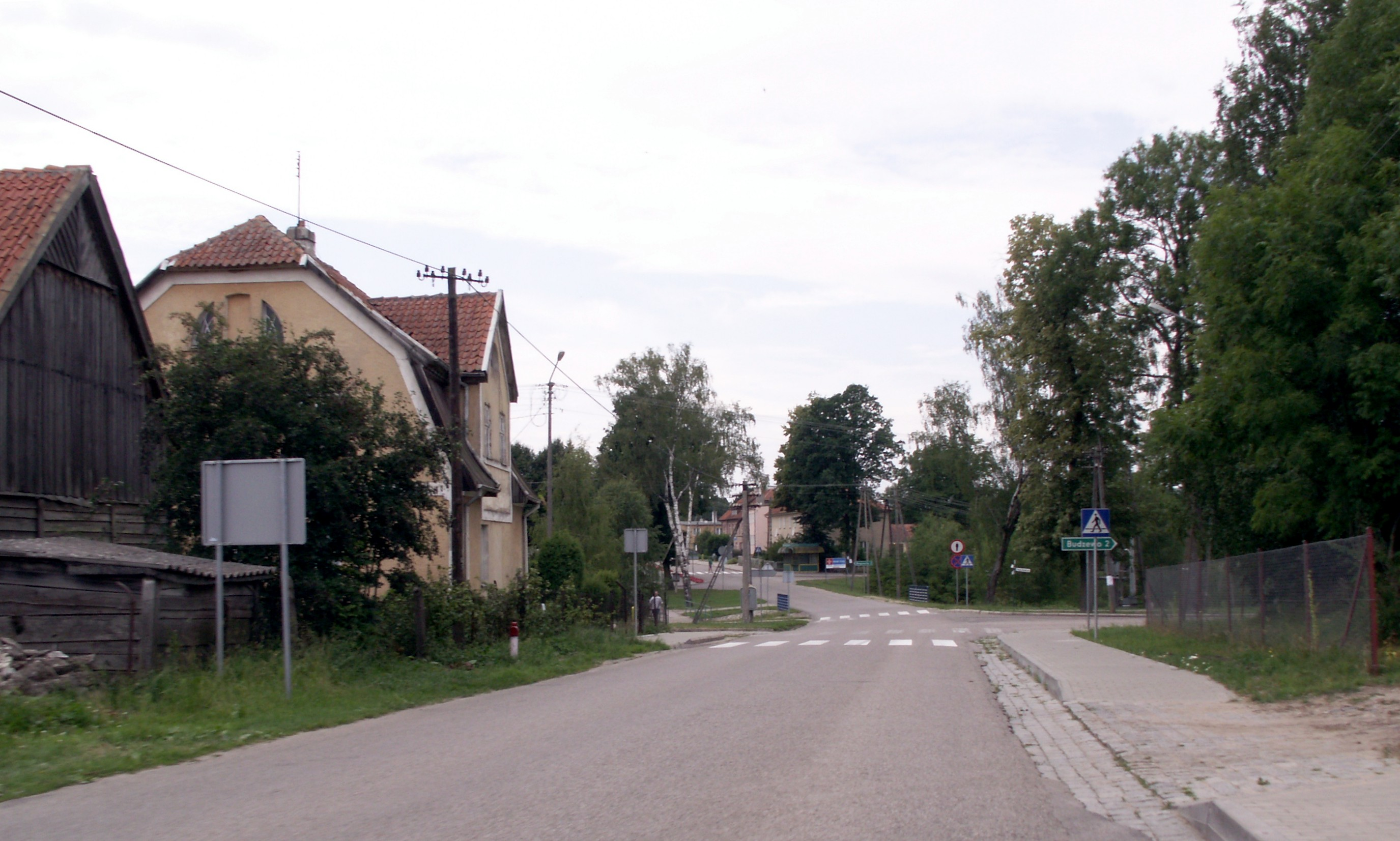
Der Abzweig der Straße nach Budzewo und Mieduniszki Wielkie

Budry liegt im Kreuzungspunkt zweier Durchgangsstraßen:
- an der Woiwodschaftsstraße DW&650 (ehemalige deutsche Reichsstraße 136), die die Kreisstädte Gołdap (Goldap) und Węgorzewo (Angerburg) verbindet und weiter bis Stara Różanka (Alt Rosenthal) unweit von Kętrzyn (Rastenburg) führt, sowie
- an der Nebenstraße, die von Pozezdrze (Possessern, 1938–1945 Großgarten) im Süden bis nach Mieduniszki Wielkie (Groß Medunischken, 1938–1945 Großmedien) im Norden unmittelbar an der polnisch-russischen Grenze verläuft.

Im Jahre 1899 wurde Buddern Bahnstation an der neu gebauten Bahnstrecke Angerburg–Goldap. Sie stellte nach dem Zweiten Weltkrieg den Betrieb ein. So besteht für Budry heute kein Bahnanschluss mehr.
Der nächste internationale Flughafen ist der in Danzig.

## Mit dem Ort verbunden
- Frieda Jung (1865–1929), die Schriftstellerin und Heimatdichterin lebte von 1902 bis 1916 in Buddern.